# باربارا (خواننده)
باربارا (به فرانسوی: Barbara)، زادهٔ ۹ ژوئن ۱۹۳۰ در پاریس و درگذشته ۱۳ مارس ۲۰۱۰ در نویی-سور-سن، خواننده-ترانه‌پرداز زن فرانسوی بود.

## زندگی‌نامه
باربارا با نام اصلی مونیک آندره سرف (به فرانسوی: Monique Andrée Serf) در نویی-سور-سن (منطقهٔ هفدهم پاریس) به دنیا آمد. پدرش از «یهودیان آلزاس» فروشندهٔ خز و مادرش خانه‌دار بود. مادربزرگ مادری او روس‌تبار و زادهٔ شهر نووومیرهورود بود. نوجوانی مونیک به ویژه در دورهٔ اشغال فرانسه توسط ارتش آلمان نازی به دلیل نقل‌مکان‌های مکرر برای فرار از خطر به سختی گذشت.
مونیک پس از پایان جنگ، با معرفی یکی معلمانش در کنسرواتوار ملی موسیقی و رقص (CNSMD) پاریس ثبت نام می‌کند. در ۱۹۵۰ عازم بروکسل می‌شود و در چند کاباره با نام مستعار «باربارا برودی» (Barbara Brodi) شروع به خواندن ترانه‌های خوانندگان سرشناس نظیر ادیت پیاف و ژاک برل می‌کند.
در ۱۹۵۳ با مردی بلژیکی ازدواج می‌کند، اما این ازدواج دوامی ندارد و دو سال بعد از شوهرش جدا می‌شود و به پاریس بازمی‌گردد و در چند کابارهٔ کوچک به آواز خواندن مشغول می‌شود. در ۱۲ ژوئیه ۱۹۵۸ برای اولین بار به دعوت تلویزیون فرانسه در برنامهٔ «کابارهٔ شب» ظاهر می‌شود و از آن پس نام هنری «باربارا» را برای خود برمی‌گزیند. در همین دوران اولین آلبوم خود را نیز با عنوان خوانندهٔ نیمه شب (La Chanteuse de minuit) منتشر می‌کند. روزبه‌روز بر شهرت باربارا افزوده می‌شود و بارها در بوبینو (بزرگترین سالن موسیقی پاریس در آن دوره) آواز می‌خواند و صفحه‌هایی زیادی از او در فرانسه و دیگر کشورها به فروش می‌رسد. از دههٔ شصت میلادی با خوانندگان مشهوری مانند ژرژ موستاکی، ژاک برل و جانی هالیدی مراوده و همکاری می‌کند. در دهه‌های بعد در کشورهای مختلف جهان از جمله ایتالیا، ژاپن، کانادا، اسرائیل، هلند و سویس به اجرای برنامه می‌پردازد.
باربارا از سال ۱۹۶۰ تا ۱۹۹۷ موفق به کسب هشت جایزه بزرگ هنری شد. او در ۱۹۸۸ نشان لژیون دونور را مستقیماً از دستان فرانسوا میتران رئیس‌جمهور وقت دریافت می‌کند. در سال‌های آخر عمر برای جبران فرسودگی ناشی از کار زیاد، به استفاده از مواد محرک (دارو) رو می‌آورد و وقتش را کم‌وبیش به نوشتن خاطراتش اختصاص می‌دهد. اما موفق به اتمام آن نمی‌شود و در ۲۴ نوامبر ۱۹۹۷ در سن ۶۷ سالگی چشم از جهان فرو می‌بندد. خاطرات ناتمام او یک سال پس از درگذشتش با عنوان پیانوی سیاهی بود که… (Il était un piano noir) منتشر می‌شود. امروزه خیان‌هایی در شهرهای فرانسه از جمله پاریس و نانت به نام او نامگذاری شده‌است.